# ピーター・ワダムズ
ピーター・ワダムズ （Peter Wadhams、1948年5月14日 - ）は、海洋物理学の教授であり、ケンブリッジ大学 応用数学および理論物理学科の極海洋物理学グループの教授であり、海氷研究の第一人者でもある。     

## 受賞歴
- 1977年WSブルースメダル 、スピッツベルゲン、北極、およびグリーンランド東沖のの挙動を研究した海洋調査。 [1]
- 1987 ポーラーメダル
- 1990イタルガス環境科学賞

## 参照資料
1. ↑  “Archived copy”. 2016年10月20日時点のオリジナルよりアーカイブ。2016年10月20日閲覧。